# Crepundia

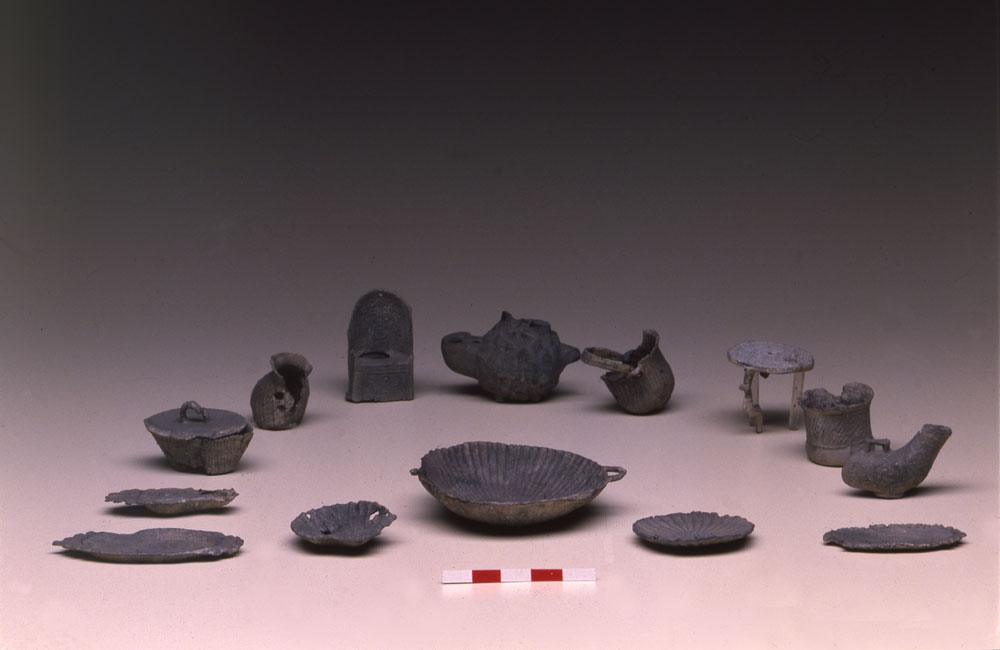
Objectes en miniatura elaborats amb plom. Museu Cívic de Reggio Emilia

Les crepundia eren, a l'antiga Roma, uns petits objectes en miniatura que s'associaven a la infància. La paraula deriva del verb llatí crepare (fer sonar, fer ressonar) i es refereix sobretot als petits penjolls que reproduïen objectes quotidians en miniatura, utilitzats des del segle iv aC com a penjarelles, units amb cadenes i col·locats al coll o al pit dels nens. Tenien una funció màgica i protectora, però és possible que s'utilitzessin també com a sonalls o joguets. Tenien un significat simbòlic més valuós quan es feien amb metalls preciosos.
La paraula crepundia també s'aplicava a les bulles, uns recipients que es portaven penjats al coll per protegir els infants dels mals esperits i on, sembla, s'hi guardaven les dents de llet.
A les comèdies romanes es troba sovint el tema del reconeixement d'un nen abandonat perquè portava un crepundium que l'identificava (per exemple a les comèdies Rudens i Miles gloriosus, de Plaute) però no queda clar si en realitat tots els nens portaven crepundia ni si les duien personalitzades.